# Conus diminutus
Conus diminutus é uma espécie de gastrópode do gênero Conus, pertencente à família Conidae.

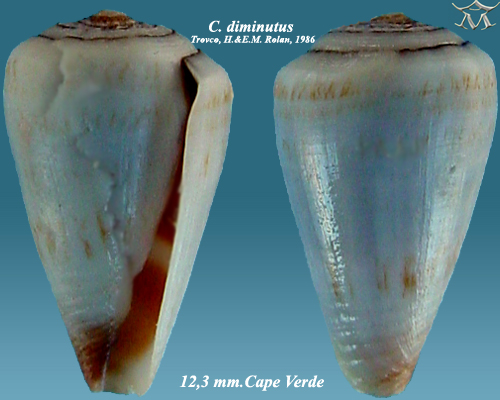